# Южно-Уральский заповедник

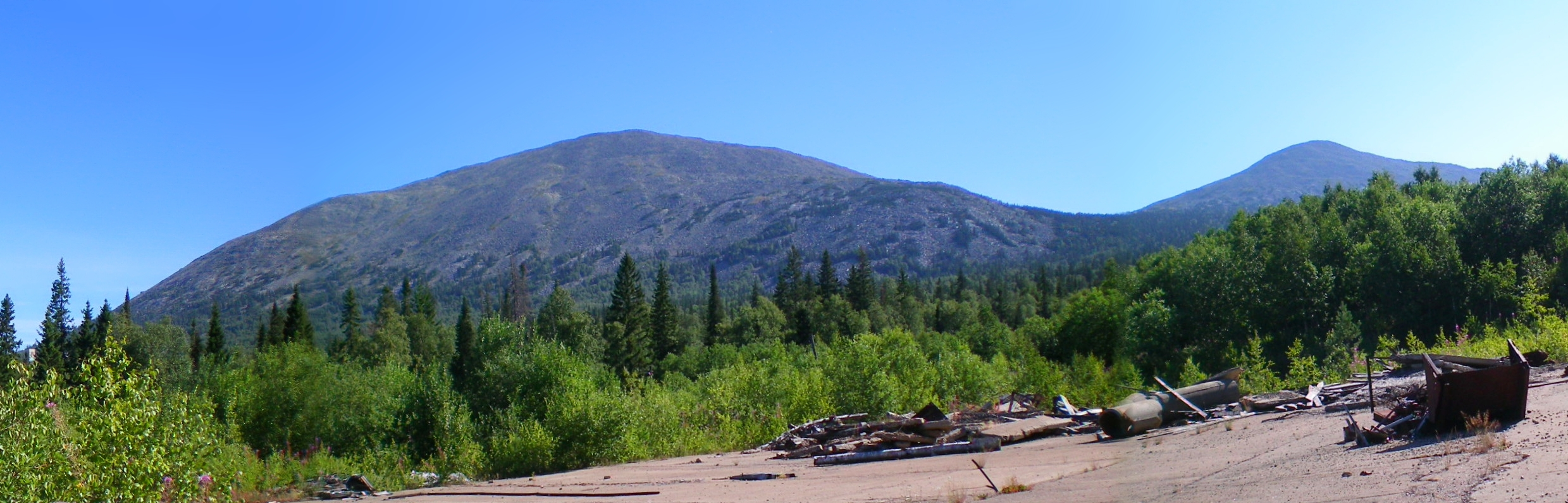
Ямантау

Южно-Уральский государственный природный заповедник расположен в центральной, наиболее высокой части Южного Урала, на территории Белорецкого района Башкортостана и Катав-Ивановского района Челябинской области.

## География
Самый большой заповедник Башкортостана и Южного Урала. Общая площадь 252,8 тыс. га. Около 90% территории заповедника лежит в Башкортостане. На территории Катав-Ивановского района Челябинской области находится участок площадью 2,404 тыс.га.
На территории заповедника расположены несколько горных хребтов: Машак, южная часть хребта Зигальга с вершиной Большой Шелом, Нары, Кумардак и Ямантау (1640 м, самая высокая вершина Южного Урала).
Реки: Инзер, Малый Инзер, Юрюзань, Тюльмень, Реветь, Катав, Нура и другие.

## Флора и фауна
На территории заповедника произрастает 698 видов высших растений, 226 видов мхов, 169 видов лишайников и 121 вид грибов. 8 видов сосудистых растений занесены в Красную книгу РФ, а 62 вида в республиканскую Красную книгу. В заповеднике обитает 50 видов млекопитающих, 189 видов птиц и 20 видов рыб.

## Охранный статус
Заповедник образован Постановлением ЦК КПСС и Совета Министров СССР № 487—152 от 19 июня 1978 года для охраны и изучения горно-таёжных экосистем Южного Урала. Существуют предположения, что заповедник был основан в целях ограничения доступа к секретным объектам, расположенным в городе Межгорье (ЗАТО).